# Christie Albert Macaluso

Wappen von Christie Albert Macaluso

Christie Albert Macaluso (* 12. Juni 1945 in Hartford, Connecticut, USA) ist ein US-amerikanischer Geistlicher und emeritierter römisch-katholischer Weihbischof in Hartford.

## Leben
Christie Albert Macaluso studierte am St. Mary’s Seminary in Baltimore und am Trinity College in Hartford. Am 21. Mai 1971 empfing er durch Erzbischof John Francis Whealon das Sakrament der Priesterweihe für das Erzbistum Hartford.
Nach weiteren Studien erwarb er an der New York University einen Mastergrad in Psychologie. Darüber hinaus studierte er verschiedene Sprachen und musikalische Fächer wie Geige, Klavier, Orgel, Komposition und Dirigieren. Neben Tätigkeiten in der Pfarrseelsorge war er Philosophiedozent am Priesterseminar St. Thomas, dessen akademischer Dekan er 1980 wurde. Von 1985 bis 1991 war Macaluso Regens des Seminars und Präsident des angeschlossenen Colleges. Von 1991 bis zu seiner Ernennung zum Weihbischof war er Dompfarrer an der Kathedrale St. Joseph. 1995 verlieh ihm der Papst den Titel Päpstlicher Ehrenprälat. Gleichzeitig ernannte ihn Erzbischof Daniel Anthony Cronin zum Bischofsvikar für Hartford.
Am 18. März 1997 ernannte ihn Papst Johannes Paul II. zum Titularbischof von Grass Valley und zum Weihbischof in Hartford. Der Erzbischof von Hartford, Daniel Anthony Cronin, spendete ihm am 10. Juni desselben Jahres die Bischofsweihe; Mitkonsekratoren waren der Bischof von Ogdensburg, Paul Stephen Loverde, und der Weihbischof in Hartford, Peter Anthony Rosazza. Christie Albert Macaluso war zudem bis zum Eintritt in den Ruhestand Generalvikar des Erzbistums Hartford. Im Jahr 2014 wurde er zusätzlich erneut zum Regens des Seminars St. Thomas ernannt.
Papst Franziskus nahm am 15. Dezember 2017 seinen vorzeitigen Rücktritt an.